# Alick Banda

Wappen von Alick Banda

Alick Banda (* 15. November 1963 in Mufulira, Sambia) ist ein sambischer Geistlicher und römisch-katholischer Erzbischof von Lusaka.

## Leben
Alick Banda empfing am 7. August 1994 die Priesterweihe für das Bistum Ndola.
Am 30. Mai 2007 ernannte ihn Papst Benedikt XVI. zum Bischof von Solwezi. Der Apostolische Nuntius in Sambia und Malawi, Erzbischof Nicolas Girasoli, spendete ihm am 29. Juli desselben Jahres die Bischofsweihe. Mitkonsekratoren waren Telesphore George Mpundu, Erzbischof von Lusaka, und Noel Charles O’Regan SMA, Bischof von Ndola.
Am 13. November 2009 berief ihn Papst Benedikt XVI. zum Koadjutorbischof von Ndola. Mit dem Rücktritt Noel Charles O’Regans am 16. Januar 2010 folgte er diesem als Bischof von Ndola nach. Darüber hinaus leitete er bis zu dessen Neubesetzung das Bistum Solwezi Ende Mai 2010 als Apostolischer Administrator.
Papst Franziskus ernannte ihn am 30. Januar 2018 zum Erzbischof von Lusaka. Die Amtseinführung fand am 14. April desselben Jahres statt. Bis zur Amtseinführung seines Nachfolgers Benjamin Phiri am 15. August 2020 verwaltete er das Bistum Ndola als Apostolischer Administrator.